# Наврузов, Ихтиёр Каримович
Ихтиёр Каримович Наврузов (узб. Ihtiyor Navroʻzov; 5 июля 1989 года, Бухара, Узбекская ССР, СССР) — узбекистанский борец вольного стиля, участник летних Олимпийских игр 2012 и 2016 годов, серебряный призёр чемпионата мира 2015 года, многократный призёр континентальных первенств, мастер спорта международного класса.

## Спортивная биография
Борьбой Ихтиёр начал заниматься в десять лет. В секцию Наврузова привели его двоюродные братья. В 2001 году стал чемпионом Узбекистана среди юношей. Успехи на юниорском уровне позволили Ихтиёру обучаться в Республиканском колледже олимпийского резерва. В 2008 году Наврузов стал бронзовым призёром чемпионата мира среди юниоров. В 2010 году Наврузов был близок к завоеванию медали на летних Азиатских играх, но в поединке за третье место уступил казахстанцу Леониду Спиридонову. В марте 2012 года Ихтиёр одержал уверенную победу в азиатском квалификационном турнире и получил право выступить на Олимпийских играх в Лондоне.

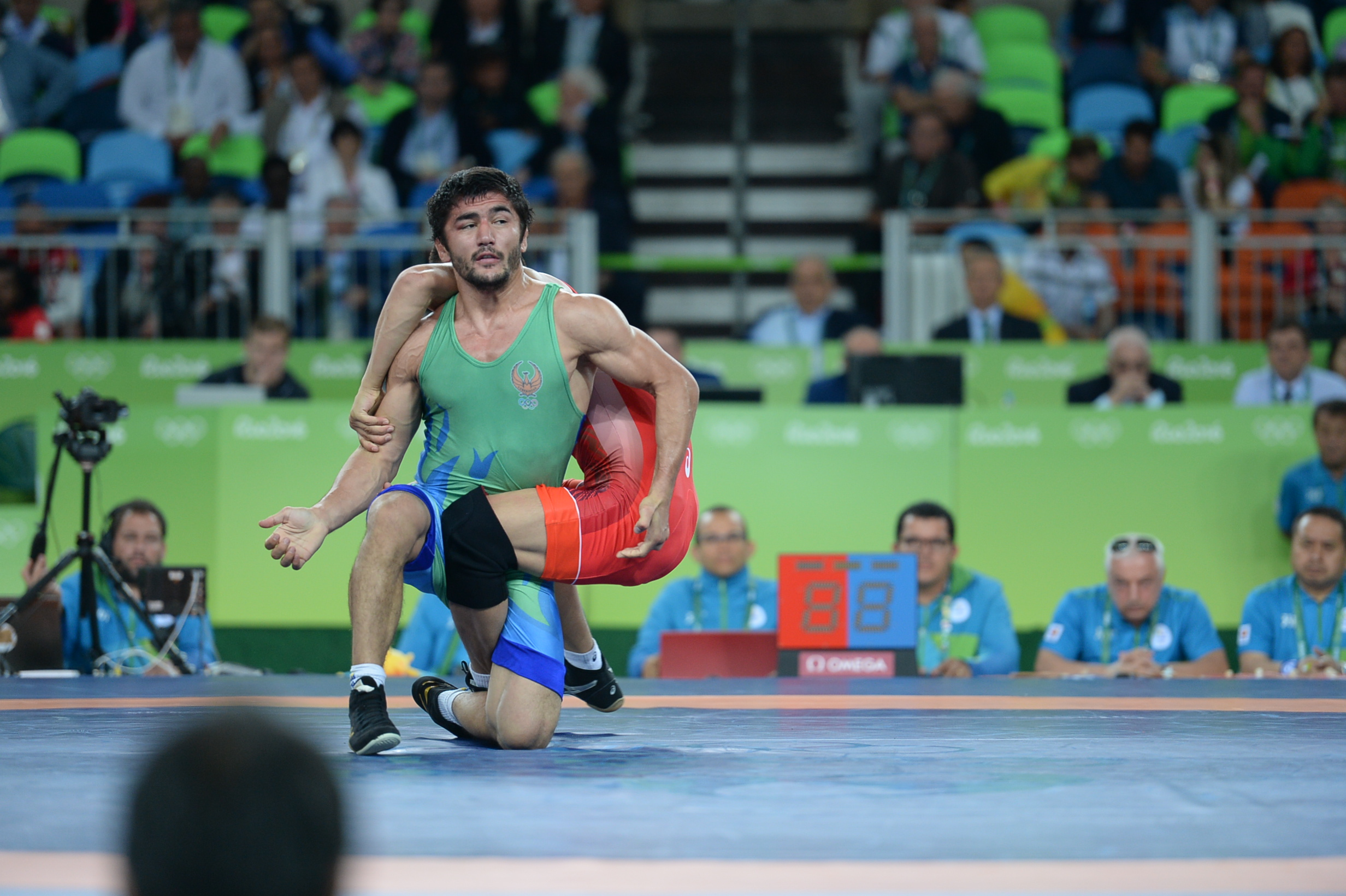
Схватка за третье место на Олимпийских играх 2016 года (Наврузов в зелёном)

В августе 2012 года Ихтиёр Наврузов принял участие в летних Олимпийских играх в Лондоне. Свои выступления узбекский борец начал со стадии 1/8 финала, где одолел бронзового призёра Игр 2008 года грузина Отара Тушишвили. В четвертьфинале Ихтиёр по итогам трёх раундов уступил Сушилу Кумару. После этого поражения Наврузов смог продолжить свои выступления в утешительном раунде соревнований, поскольку Кумар стал финалистом олимпийского турнира. Первым же соперником Ихтиёрк на пути к бронзе стал олимпийский чемпион Рамазан Шахин. Узбекский борец не смог оказать сопернику серьёзного сопротивления и выбыл из дальнейшей борьбы за медали.
В сентябре 2014 года Ихтиёр Наврузов стал бронзовым призёром Азиатских игр. Самого крупного успеха в своей карьере узбекский борец добился в 2015 году. На чемпионате мира в американском Лас-Вегасе Наврузов смог добраться до финала в категории до 65 кг, победив по ходу турнира сразу двух призёров предыдущего мирового первенства монгольского борца Ганзоригийн Мандахнарана и россиянина Сослана Рамонова. Решающий поединок прошёл в упорной борьбе, но в итоге чемпионом мира стал итальянский борец Франк Чамисо.

## Личная жизнь
- В 2011 году получил степень бакалавра в Узбекском государственном институте физической культуры, а в 2014 году в том же вузе окончил магистратуру.